# Dabigatran
El dabigatran, comercialitzat amb la marca Pradaxa entre d'altres, és un anticoagulant que s'utilitza per tractar i prevenir coàguls de sang i per prevenir l'ictus en persones amb fibril·lació auricular. Concretament s'utilitza per prevenir coàguls de sang després de la substitució de maluc o genoll i en aquells amb antecedents de coàguls previs. S'utilitza com a alternativa a la warfarina i no requereix control mitjançant anàlisis de sang. En una metaanàlisi de 7 estudis diferents, no hi va haver cap benefici del dabigatran sobre la warfarina per prevenir l'ictus isquèmic; no obstant això, el dabigatran es va associar amb un menor risc d'hemorràgia intracranial en comparació amb la warfarina, però també un major risc d'hemorràgia gastrointestinal. Es pren per via oral.
Els efectes secundaris comuns inclouen sagnat i gastritis. Altres efectes secundaris poden incloure sagnat al voltant de la columna vertebral i reaccions al·lèrgiques com l'anafilaxi. En casos d'hemorràgia greu, es pot revertir amb l'antídot, idarucizumab. No es recomana l'ús durant l'embaràs o la lactància. En comparació amb la warfarina, té menys interaccions amb altres medicaments. És un inhibidor directe de la trombina.
El dabigatran va ser aprovat per a ús mèdic als Estats Units el 2010. Està a la llista de medicaments essencials de l'Organització Mundial de la Salut. El 2020, va ser el 306è medicament més prescrit als Estats Units, amb més d'1 milió de receptes. Dabigatran està disponible com a medicament genèric.

## Usos mèdics
El dabigatran s'utilitza per prevenir ictus en persones amb fibril·lació auricular no causada per problemes de vàlvula cardíaca, així com trombosi venosa profunda i embòlia pulmonar en persones que han estat tractades durant 5-10 dies amb anticoagulant parenteral (generalment heparina de baix pes molecular), i per prevenir la trombosi venosa profunda i l'embòlia pulmonar en algunes circumstàncies.
Sembla ser tan eficaç com la warfarina per prevenir accidents cerebrovasculars no hemorràgics i esdeveniments embòlics en pacients amb fibril·lació auricular no deguda a problemes valvulars. Un estudi dut a terme el 2004 va demostrar un bon perfil de seguretat amb dosis compreses entre 12,5 i 300 mg dos cops al dia.
El 2022, es va realitzar un estudi observacional sobre anticoagulants orals directes per a pacients amb fibril·lació auricular. L'estudi va trobar que el dabigatran tenia taxes comparables d'ictus isquèmic o d'embòlia sistèmica, hemorràgia intracerebral i mortalitat per totes les causes en comparació amb altres anticoagulants com apixaban, edoxaban i rivaroxaban. En particular, l'apixaban es va associar amb un menor risc d'hemorràgia gastrointestinal que el dabigatran i els altres. Aquesta troballa va ser generalment constant entre pacients de 80 anys o més i aquells amb malaltia renal crònica.

## Contraindicacions
Dabigatran està contraindicat en pacients amb sagnat patològic actiu, ja que pot augmentar el risc d'hemorràgia i causar sagnats greus i potencialment mortals. Dabigatran també està contraindicat en pacients amb antecedents de reacció d'hipersensibilitat greu al dabigatran (per exemple, anafilaxi o xoc anafilàctic). També s'ha d'evitar l'ús de dabigatran en pacients amb vàlvules cardíaques protèsiques mecàniques a causa de l'augment del risc d'esdeveniments tromboembòlics (per exemple, trombosi valvular, ictus i infart de miocardi) i major hemorràgia en comparació amb la warfarina.
Les directrius actuals de la Food and Drug Administration estableixen que els pacients amb vàlvules cardíaques mecàniques no haurien d'utilitzar dabigatran. La seguretat i l'eficàcia de Pradaxa (dabigatran) es van avaluar en l'assaig europeu RE-ALIGN el 2012. El grup de tractament amb Pradaxa va tenir significativament més esdeveniments tromboembòlics i hemorràgies importants que la warfarina i es va determinar que estava contraindicat per al seu ús en pacients amb vàlvules cardíaques mecàniques. Calen més estudis per determinar els efectes del dabigatran en pacients amb vàlvules bioprotèsiques.
El dabigatran s'excreta poc a la llet materna i no sembla requerir cap limitació per a la lactància materna. Tot i això, les dades són limitades i calen estudis addicionals, així que també està contraindicat.

## Efectes adversos
L'efecte secundari més freqüent del dabigatran és el malestar gastrointestinal. En comparació amb la warfarina, el dabigatran causa menys hemorràgies, incloent hemorràgies intracranials, però la taxa de sagnat gastrointestinal és significativament més alta. Les càpsules de dabigatran contenen àcid tartàric, que redueix el pH gàstric i és necessari per a una correcta absorció. El pH més baix s'ha associat prèviament a la dispèpsia; alguns fan la hipòtesi que això té un paper en l'augment del risc d'hemorràgia gastrointestinal. Si es diagnostica una petita quantitat d'hemorràgia gastrointestinal, els metges poden considerar afegir un inhibidor del receptor H2 (H2RA), inhibidors de la bomba de protons (IPP) i un agent protector de la mucosa. En cas d'hemorràgia severa, les mesures inclouen la suspensió immediata de dabigatran i l'administració de concentrat de complex de protrombina, glòbuls vermells empaquetats, plasma fresc congelat, l'ús d'agents inversors específics com l'idarucizumab per a dabigatran, i la gestió endoscòpica d'emergència.
S'ha observat un risc petit però significatiu d'infart de miocardi quan es combinen les dades de resultats de seguretat de diversos assaigs.
Per als pacients amb una funció renal moderadament reduïda, es recomanen dosis més baixes de dabigatran a causa de l'augment de l'exposició al fàrmac i el risc de sagnat. S'han de considerar anticoagulants alternatius en insuficiència renal greu a causa de les dades insuficients de seguretat i eficàcia.
Segons alguns estudis, la ingesta de dabigatran també pot causar lesions esofàgiques o esofagitis. En un estudi del 2016 de Toya et al., aproximadament el 20% dels pacients van patir danys a la mucosa esofàgica. S'ha teoritzat que el nucli d'àcid tartàric del fàrmac s'adhereix i danya l'esòfag, i després la mucosa esofàgica danyada s'exfolia després de la peristalsi. A més, la possibilitat de contacte del dabigatran amb la mucosa esofàgica augmenta en pacients amb mobilitat limitada, secreció salival reduïda o baix consum d'aigua.
Un assaig d'avaluació aleatòria de la teràpia d'anticoagulació a llarg termini (RE-LY) va demostrar que el deteriorament de la funció hepàtica és similar entre els tractaments amb dabigatran i warfarina.

## Farmacologia

Dabigatran: principi actiu (sense etexilat)

### Mecanisme d'acció
El dabigatran s'uneix de manera reversible al lloc actiu de la molècula de trombina, evitant l'activació dels factors de coagulació mediada per la trombina. A més, el dabigatran pot inactivar la trombina fins i tot quan la trombina està lligada a la fibrina; redueix la inhibició de la fibrinòlisi mediada per la trombina.

### Farmacocinètica
El dabigatran té una semivida d'aproximadament 12-17 hores i exerceix un efecte anticoagulant màxim en les 2 hores posteriors a la ingesta. Els aliments grassos retarden l'absorció intestinal de dabigatran, tot i que la biodisponibilitat del fàrmac no es veu afectada. Diversos estudis han demostrat que les concentracions plasmàtiques de dabigatran es redueixen quan s'administra conjuntament amb inhibidors de la bomba de protons, però no és clar si aquesta reducció és clínicament significativa. L'excreció de dabigatran mitjançant bombes de glicoproteïna P és ralentida en pacients que prenen inhibidors forts de la bomba de glicoproteïna P, com la quinidina, el verapamil i l'amiodarona, augmentant així els nivells plasmàtics de dabigatran.
Dabigatran està disponible com a mesilat de dabigatran etexilat, formulat com el profàrmac dabigatran etexilat.